# Гезойзе (горы)
Гезойзе (нем. Gesäuse) — горный массив в Австрии, расположенный в северной части Штирии, вдоль южного борта долины реки Энс от Адмонта до Хифлау. Главная вершина массива — гора Хохтор (2369 м). Относится к системе Северные Известняковые Альпы. Представляет собой известняковые утёсы. Образует северо-восточную часть Эннстальских Альп. В 2002 году большая часть массива была объявлена национальным парком «Гезойзе». Массив прорезают долины притоков Энса, на территории коммун Йонсбах и Радмер.